# Bertesina
Bertèsina è una frazione del comune di Vicenza appartenente alla terza circoscrizione.
La frazione si sviluppa in longitudine lungo l'omonima strada Bertesina, tra via Aldo Moro e i confini con il comune di Quinto Vicentino, quindi confina a nord con la frazione di Ospedaletto e a sud con la frazione Bertesinella e il comune di Torri di Quartesolo.
Bertesina mantiene il suo aspetto rurale caratterizzato da abitazioni basse e abbondante presenza di terreni agricoli che ne fanno una delle zone a più bassa densità di popolazione del comune di Vicenza.

## Toponimo
Il nome di Bertesina deriva dall'unione delle parole braio e Tesina. Il nome  braio o braido potrebbe derivare o dal latino praedium = terreno, o dal termine germanico di origine longobarda breit = largo; in ogni caso il toponimo sembra riferirsi ad un appezzamento di terreno, depresso rispetto alle terre circostanti, situato lungo un corso d'acqua, in questo caso il Tesina, fiume il cui corso attraversa questa zona del vicentino.

## Storia
Il nome di Bertesina compare per la prima volta come Braitisina in un documento in pergamena dell'anno 1118, un atto di compravendita tra le famiglie Angarano e Serenita; questa la trascrizione parziale in italiano:
La storia medievale di Bertesina è legata al monastero benedettino dei santi Felice e Fortunato di Vicenza che nel corso del XII secolo divenne proprietario di buona parte dei terreni situati in Bertesina contribuendo alla bonifica e allo sviluppo agricolo della zona. 
L'organizzazione del comune rurale era affidata ad un vassallo nominato dal monastero, che a sua volta aveva il potere di nominare il decano (una figura simile all'odierno sindaco) e le altre cariche comunali. Al monastero rimaneva il diritto di percepire un quarto delle entrate del comune e il diritto di scegliere un quarto delle cariche comunali nonché di nominare il decano un anno su quattro.
Una chiesa, con annesso rettorato per la cura d'anime, intitolata a San Cristoforo, sorse nel 1359 e nel 1806 fu elevata a parrocchia. Esattamente 150 anni dopo l'edificio è stato sostituito da quello esistente. Sotto l'aspetto ecclesiale, la parrocchia di San Cristoforo di Bertesina fa parte della stessa unità pastorale di Bertesinella e Setteca'.

## Monumenti e luoghi d'interesse

### Ville
Villa Gazzotti (chiamata anche Gazzotti Grimani)
È una villa veneta progettata da Andrea Palladio fra il 1542 e il 1543. Soggetta nel tempo a diverse manomissioni legate all'uso agricolo e poi disabitata, quest'opera appare in stato di degrado e necessita di un complessivo restauro. È dal 1994 tra i patrimoni dell'umanità dell'UNESCO, assieme agli altri monumenti palladiani di Vicenza.

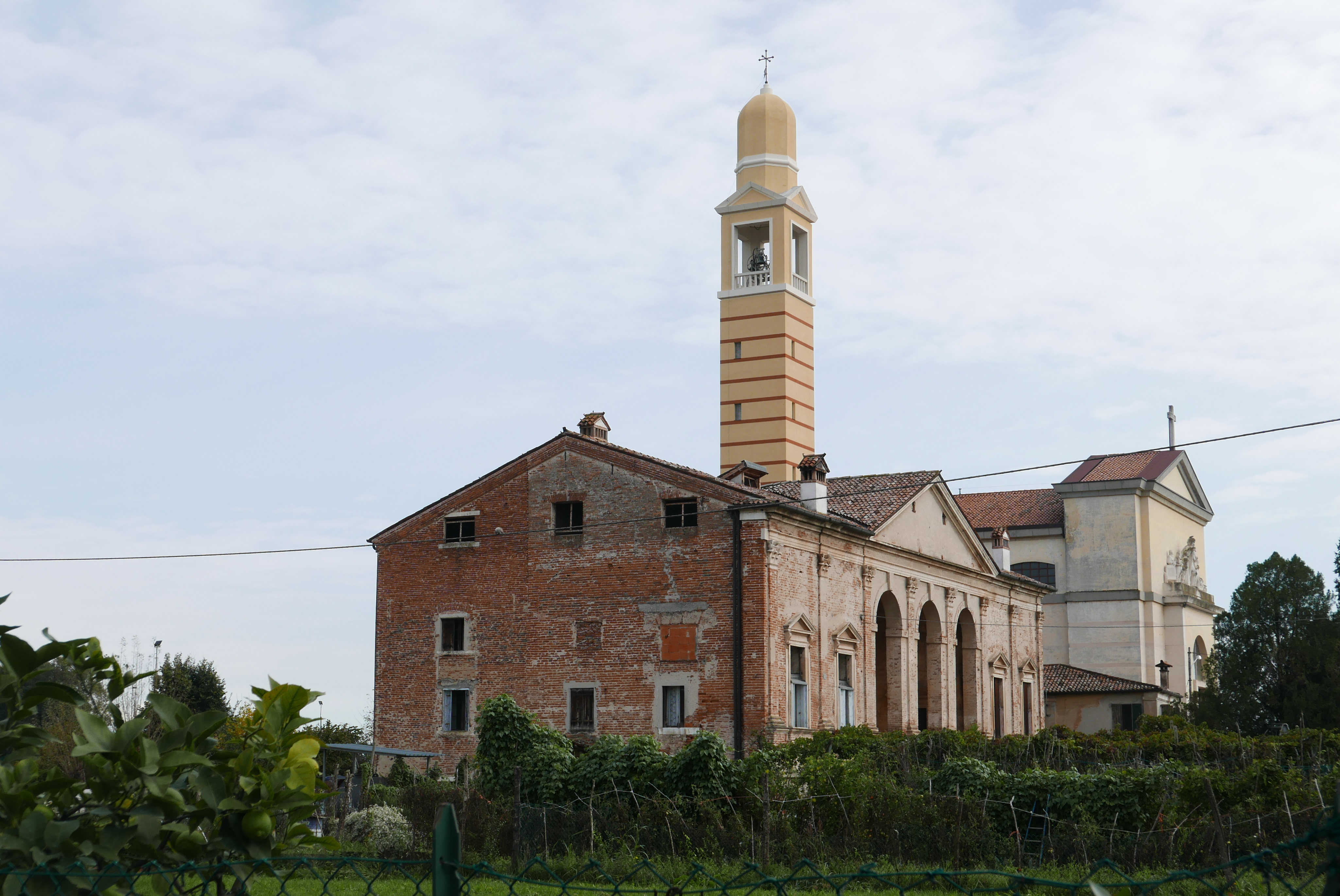
Villa Gazzotti e chiesa parrocchiale
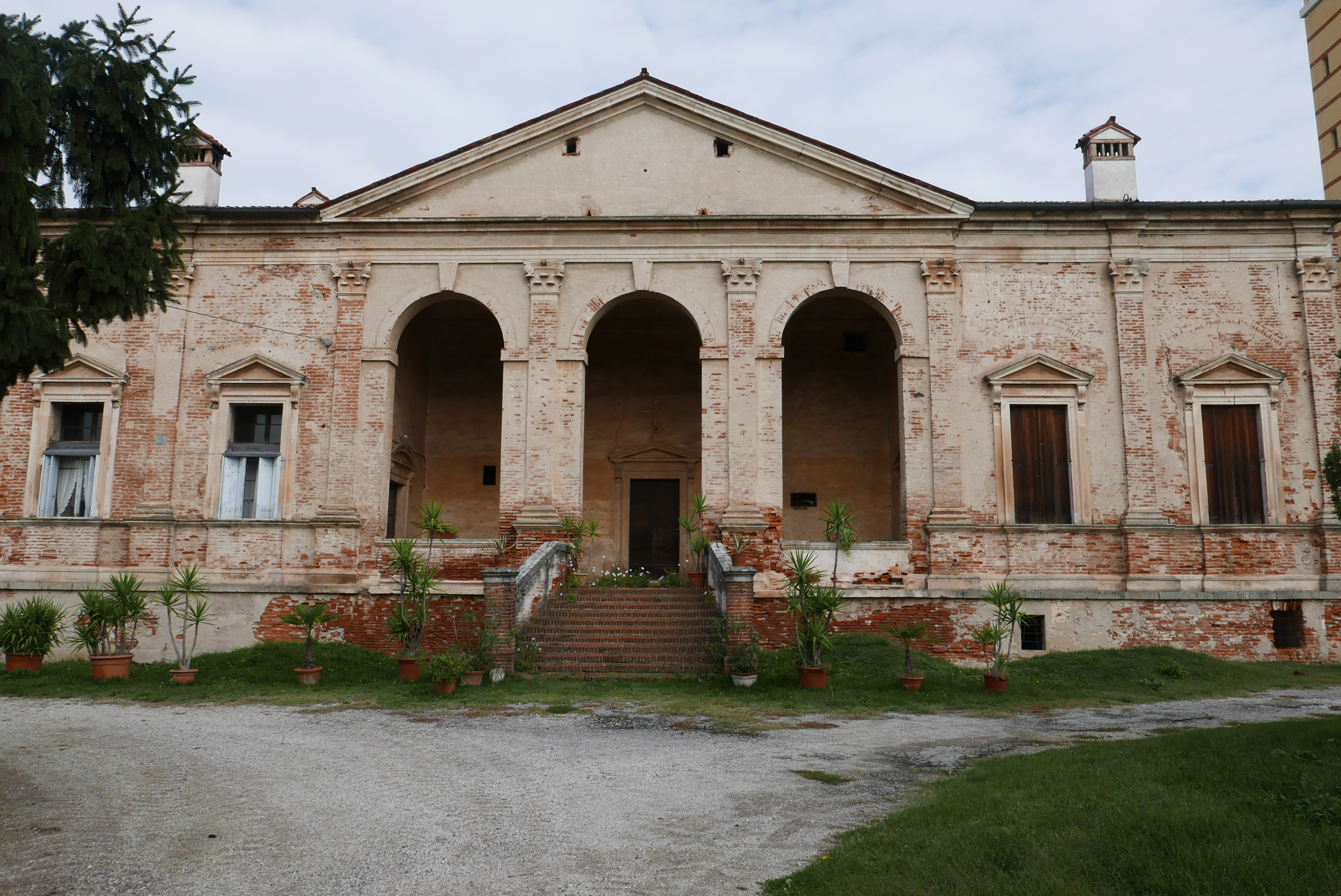
Facciata della villa

Villa Chiericati Ghislanzoni del Barco Curti
È anch'essa una villa veneta eretta nel 1764 su disegno, forse, dell'architetto bassanese Antonio Gaidon.

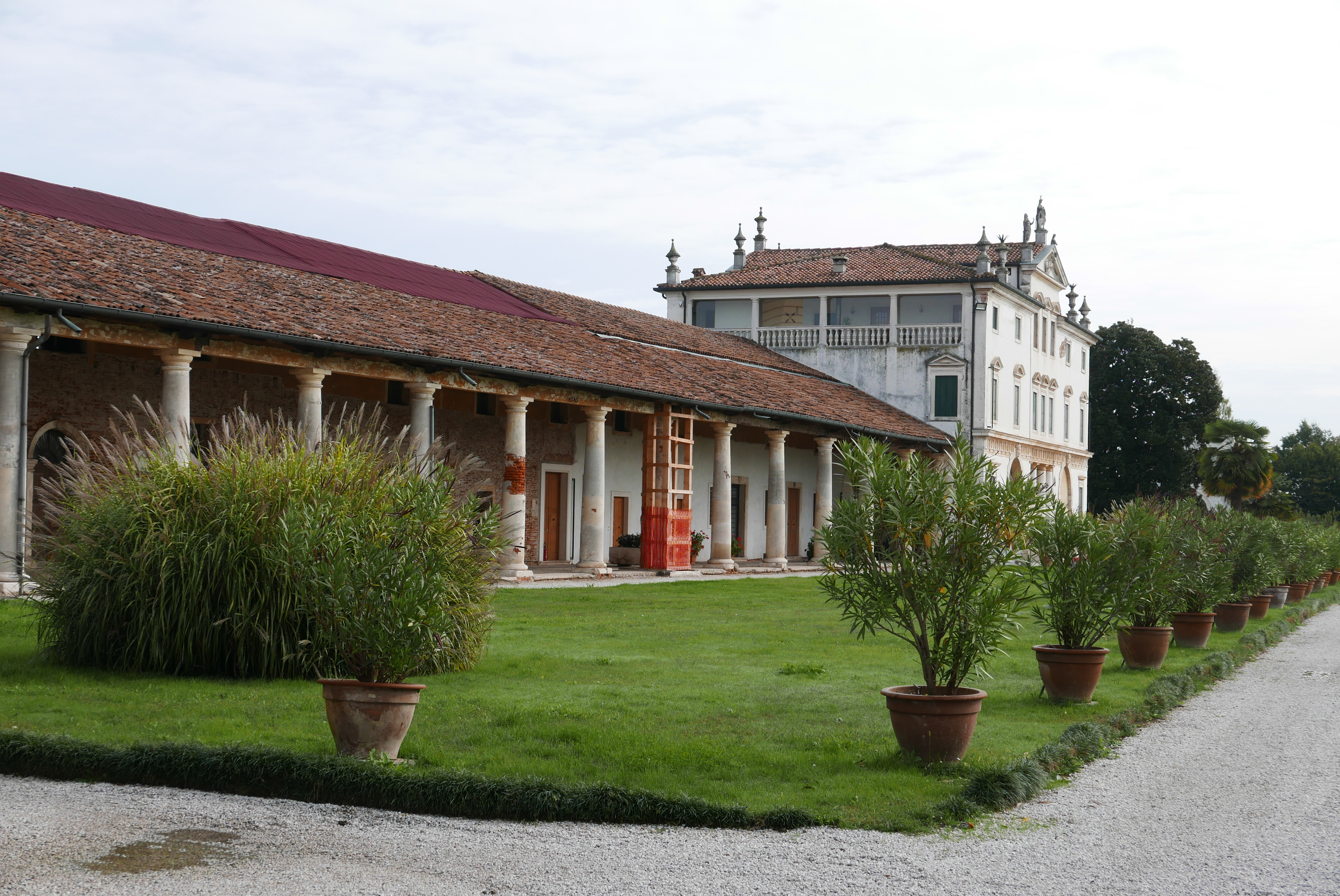
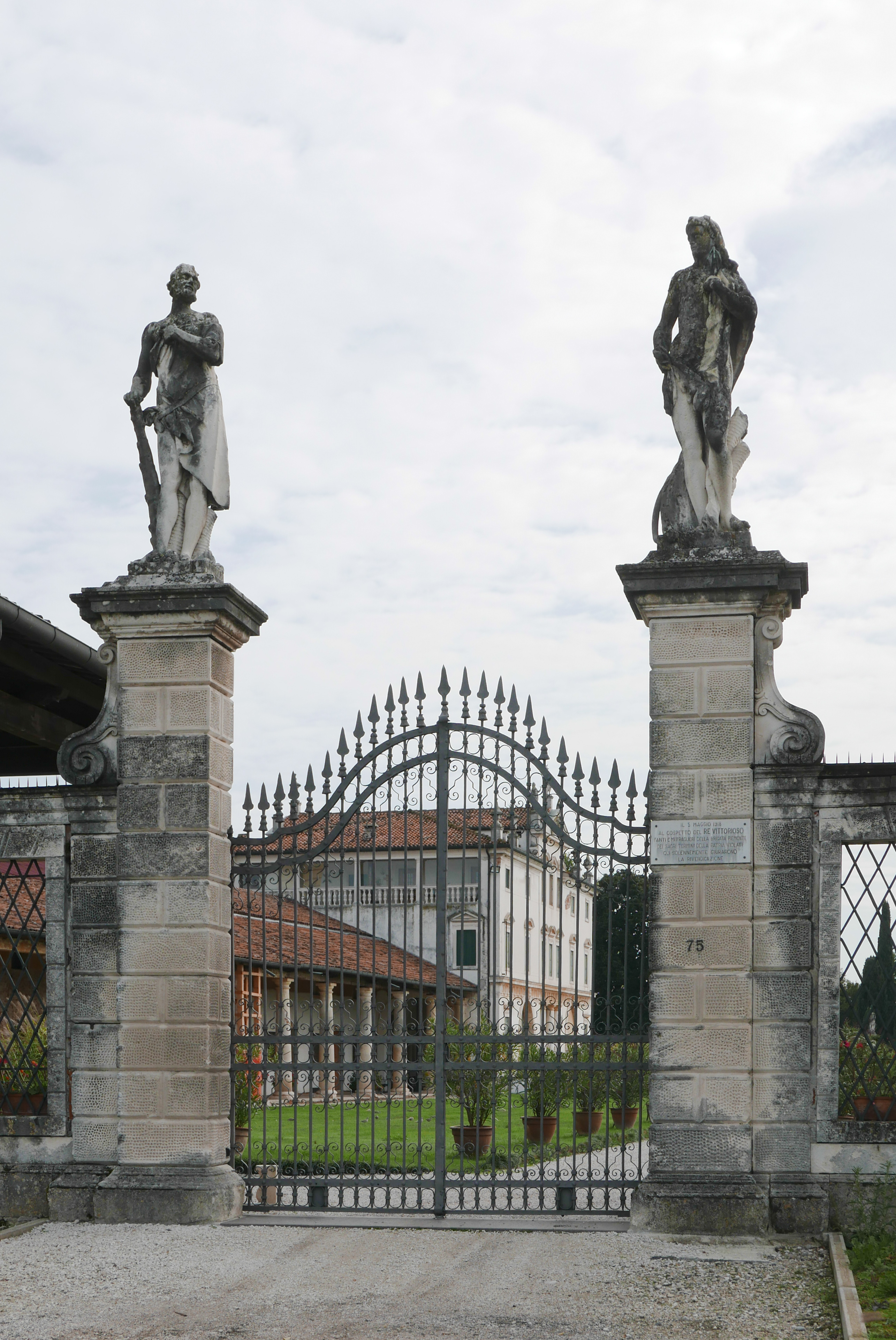
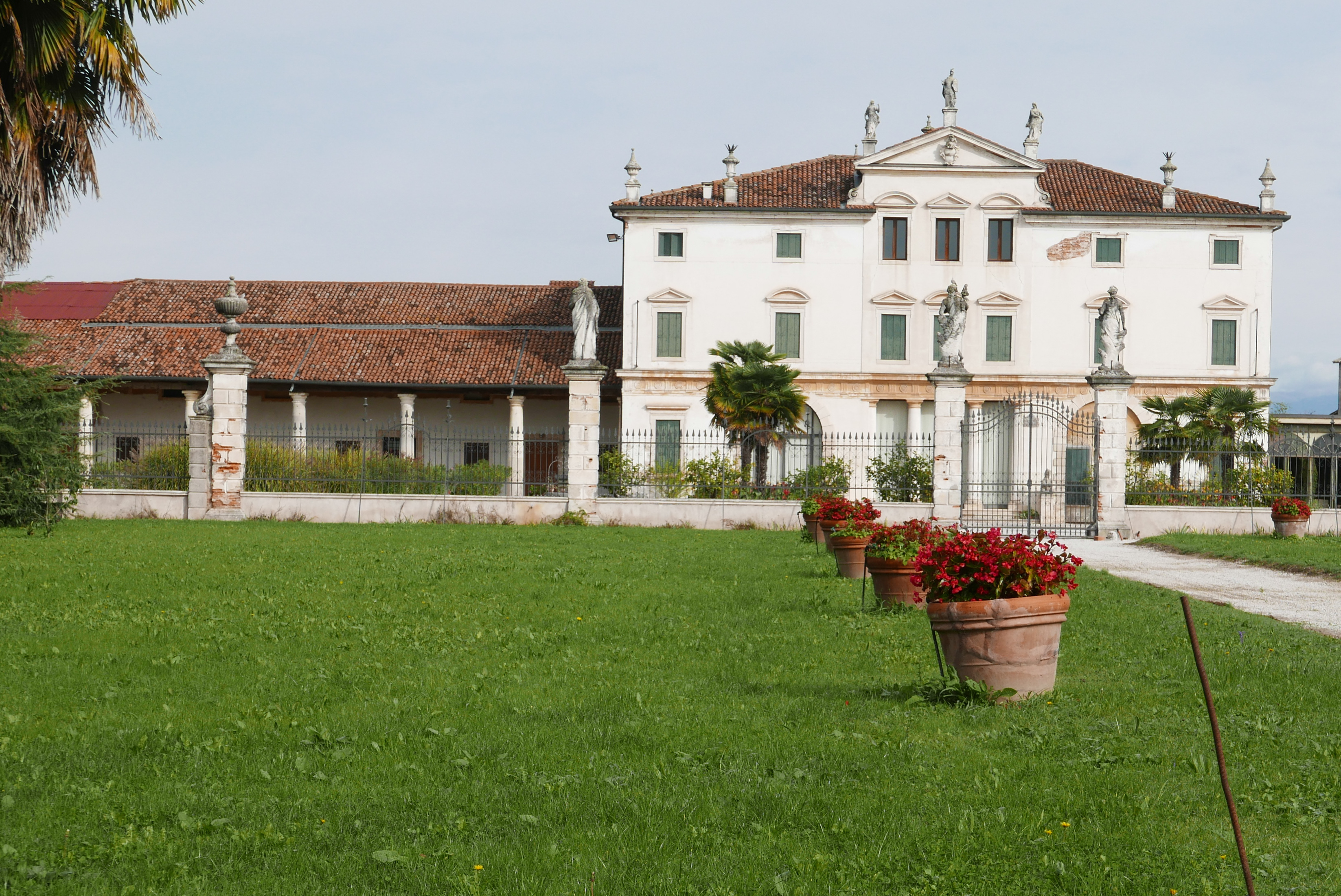

### Edifici religiosi
Chiesa parrocchiale di San Cristoforo
La chiesa esistente è una nuova costruzione del 1956 costruita sull'area della precedente antica costruzione abbattuta, anch'essa dedicata a San Cristoforo. Il campanile raggiunge i 45 metri di altezza; le campane, opera di Lugi Cavadini di Verona dell'anno 1853, sono quelle della chiesa precedente.

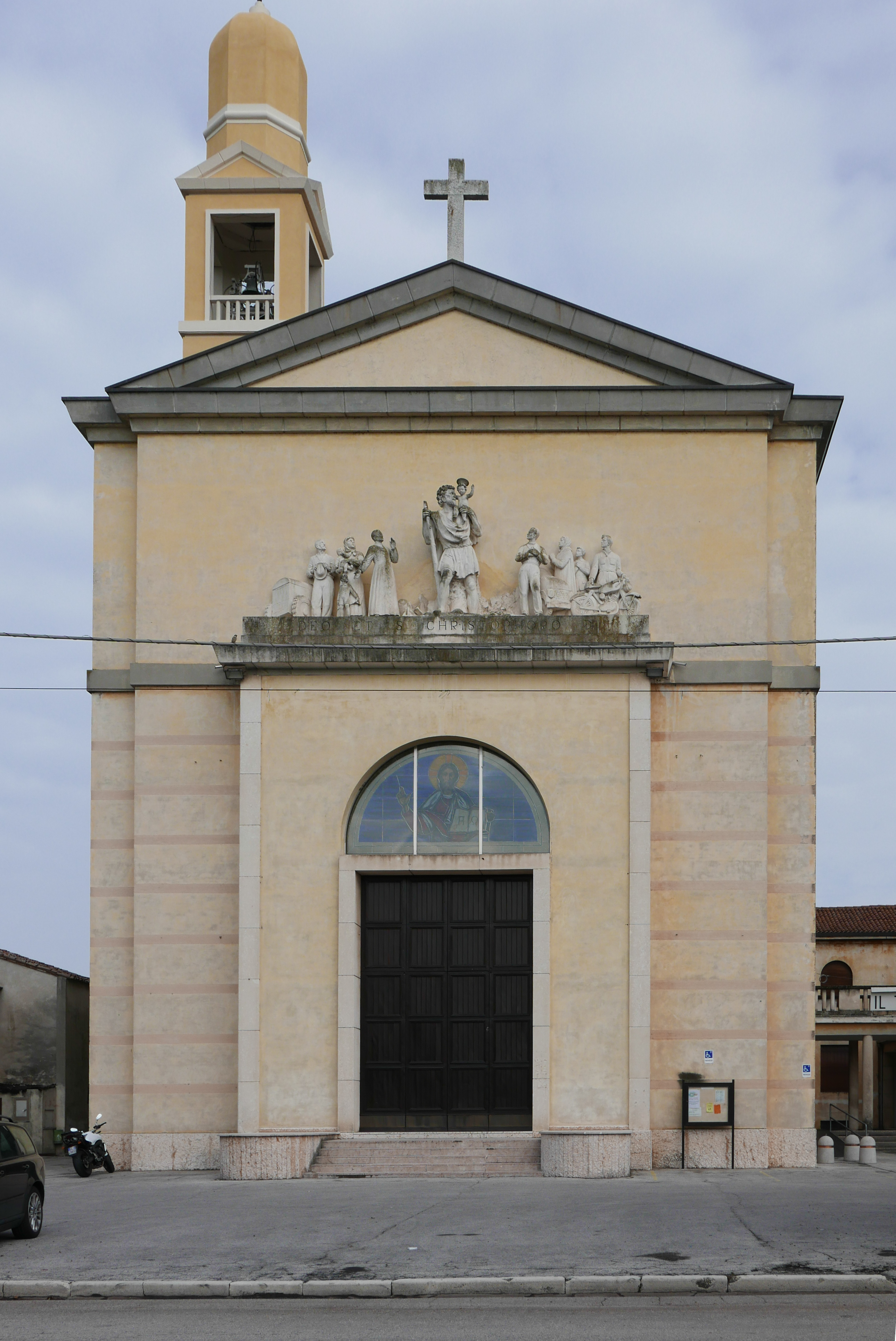
Facciata
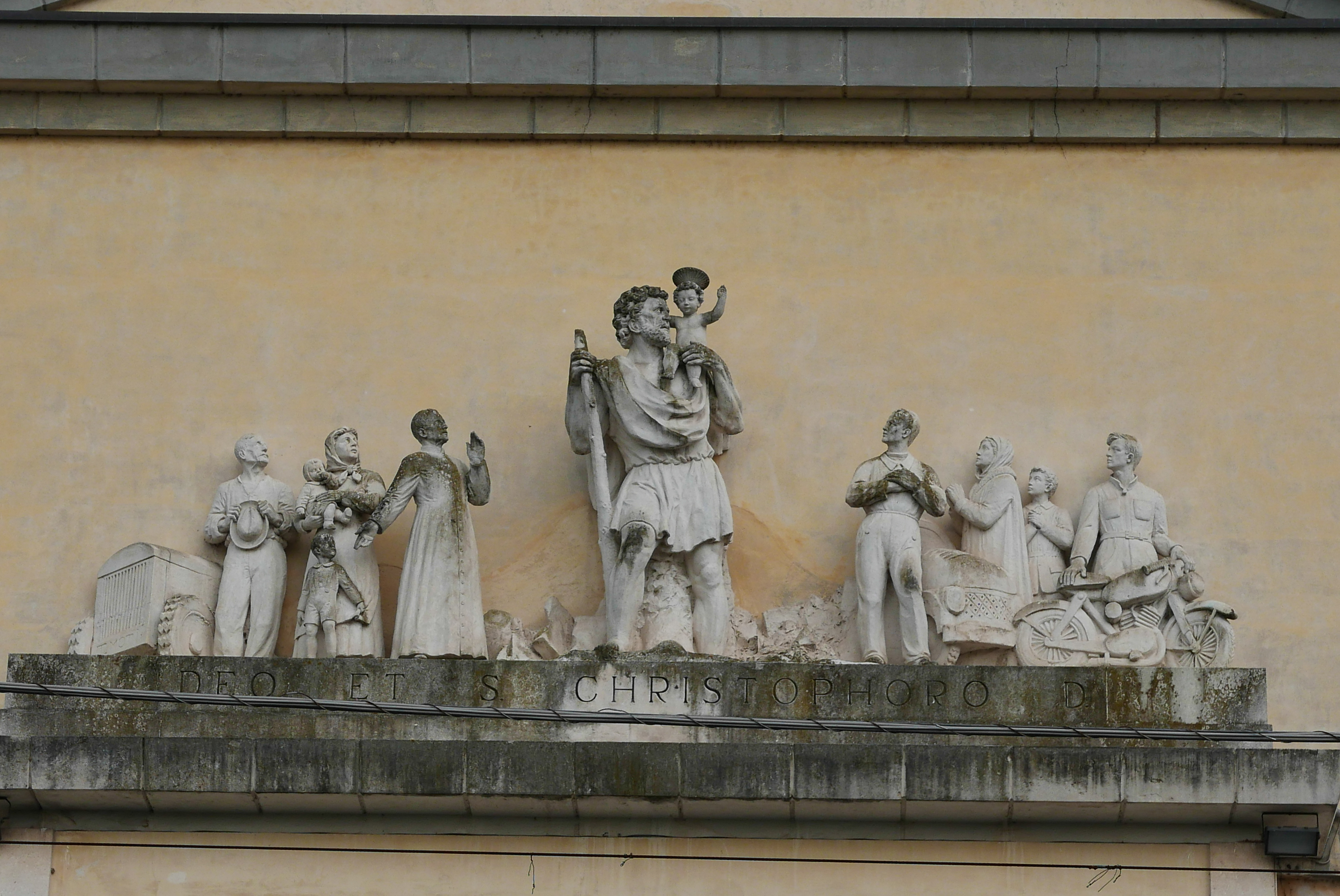
Altorilievo del frontone

### Altro
Strutture riabilitative e socio-assistenziali
Da alcuni anni Bertesina, nelle strutture a suo tempo predisposte dal Comune e in altre appositamente costruite, accoglie alcune strutture espressamente destinate a minori e adulti disabili.
Il Centro di riabilitazione "La Nostra Famiglia" ha iniziato la sua attività dal 1975 ed eroga prestazioni in regime diurno, ambulatoriale e domiciliare per il recupero funzionale e sociale di portatori di disabilità fisiche, psichiche e sensoriali. Interviene per l'età evolutiva al momento in cui si evidenziano disturbi di sviluppo, oppure dopo la dimissione ospedaliera, mediante il recupero di funzioni lese (a seguito di eventi traumatici o di funzioni mai comparse o compromesse a causa di patologie congenite.
Esso è gestito dall'Associazione "La Nostra Famiglia" ONLUS, alla quale si affiancano le due cooperative sociali "La Fraglia" e "Agape", che gestiscono rispettivamente un Centro diurno e una Comunità residenziale per persone disabili, sempre a Bertesina.

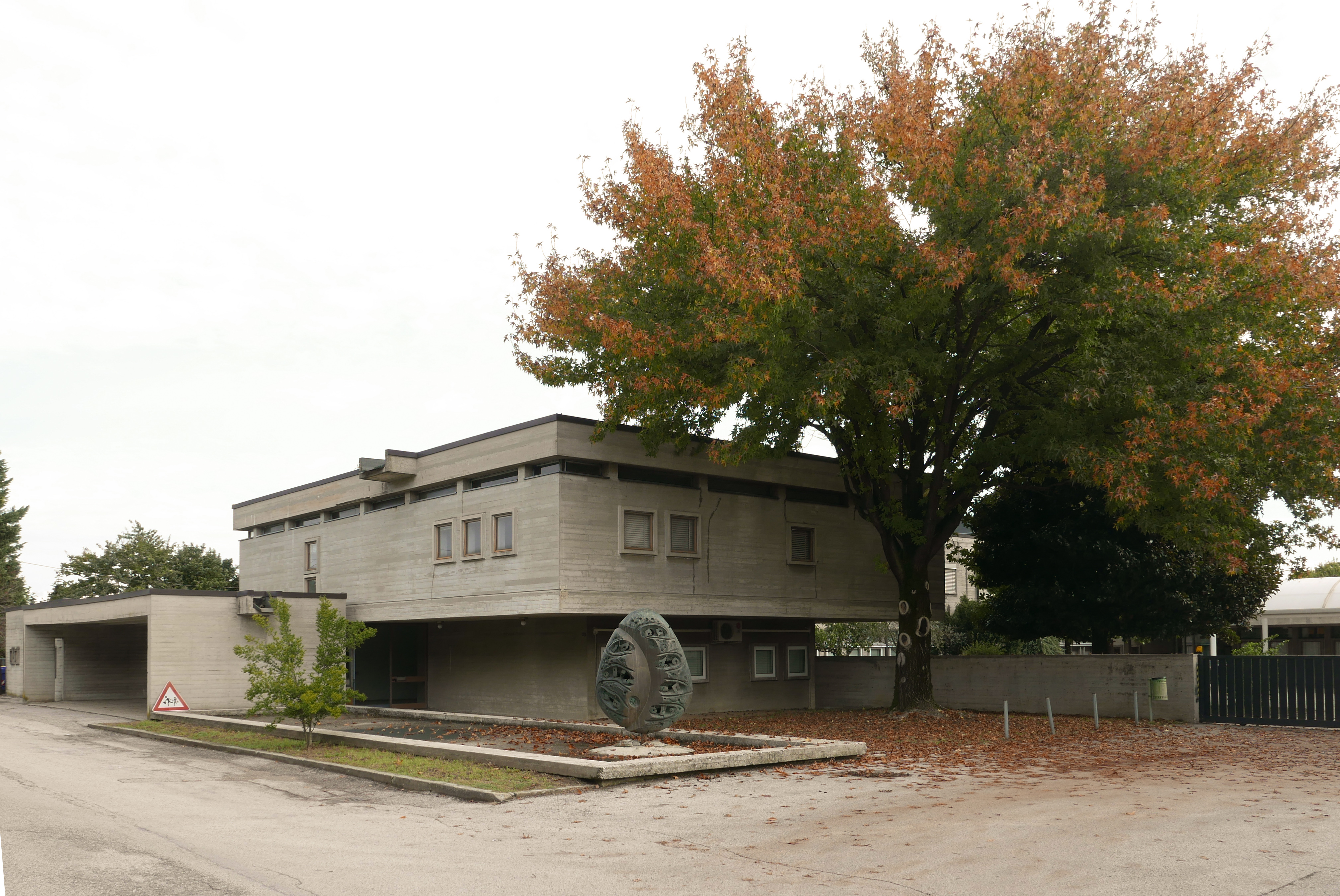
Centro riabilitativo La Nostra Famiglia
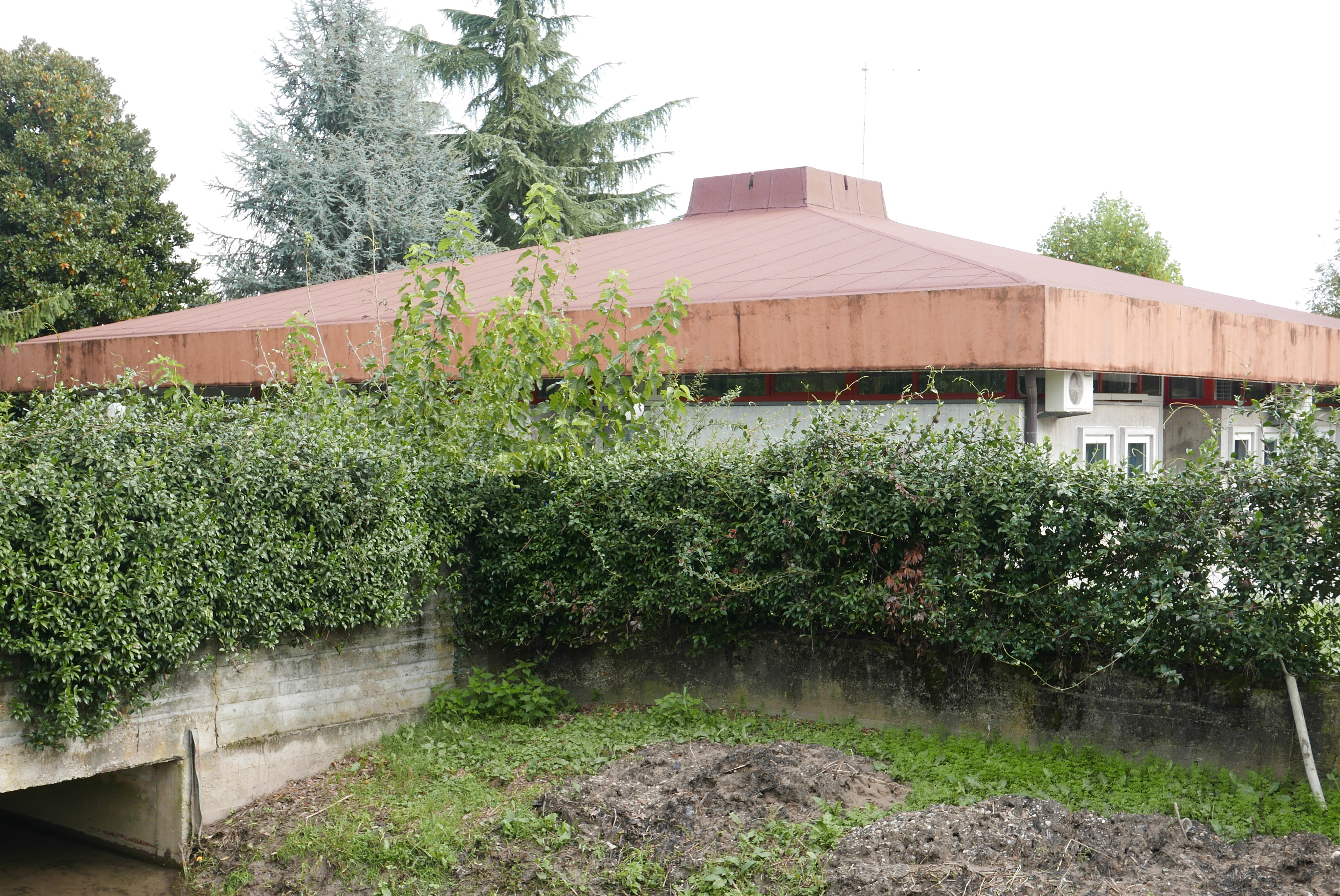
CEOD La Fraglia

Cimitero
Sulla strada di Bertesinella, ma ancora in località Bertesina, è situato uno degli otto cimiteri di Vicenza.